# Vamos con todo (programa de televisión)
Vamos Con Todo (o VCT) fue un programa de farándula ecuatoriana que se transmitió por la señal de RTS entre los años 2004 y 2018. Sus primeros protagonistas fueron: Angello Barahona, Janine Leal, Osvaldo Segura y Jessenia Hatti.

## Historia
El productor Gastón Carrera, conocido como "Mr. TV", luego de llegar de Centroamérica al Ecuador, trajo la idea de crear un programa de farándula para Telesistema, actual RTS, el cual pensaba llamar Con Todo, pero que terminó por nombrar al programa Vamos Con Todo.
El programa fue estrenado el 18 de octubre de 2004 bajo la dirección de Héctor Cáceres "El Pez Gordo", y contó con la conducción de Oswaldo Segura junto a Aurora Valdez, Janine Leal, Angello Barahona y Paloma Fiuza. Las reporteras fueron María José Flores y Eliana Gustavino. Carolina Jaume estuvo unos meses como reportera hasta que salió para ser candidata a Reina de Guayaquil. Después de un tiempo Aurora Valdez dejó el programa para dedicarse de lleno a la docencia universitaria. Ingresó al poco tiempo Jessenia Hatti, quien contrajo matrimonio años después y dejó el programa para vivir con su pareja en Miami.
El programa tuvo como objetivo entregar la premisa de la farándula ecuatoriana y ha tenido varios segmentos cómicos con sketches, concursos y realities. Entre los realities se encuentran La Diva Sexy o La Diosa de Ébano.
Al elenco se han unido personalidades como Jorge Heredia, Carla Sala, Emilio Pinargote, Denisse Angulo, Adriana Sánchez "La Bomba", María Mercedes Pacheco, Catherine Velásteguí, Giovanni Dupleint, Josué Alcívar "Careca", Gabriela Pazmiño Yépez Jasú Montero, Erika Vélez, Alejandra Jaramillo, entre otros. Oswaldo Segura fue el único integrante del elenco que ha permanecido desde que el programa inició en 2004 hasta su final en 2018.

## Conductores y reporteros
- Oswaldo Segura (2004-2018)
- Jorge Heredia (2014-2017, 2017-2018)
- Adriana Sánchez "La Bomba" (2012-2018)
- Carla Sala (2012-2014)
- Emilio Pinargote (2014-2016)
- Denisse Angulo (2014-2015)
- Alejandra Jaramillo (2017-2018)
- María Mercedes Pacheco (2015-2017)
- Catherine Velásteguí (2015-2017)
- Giovanni Dupleint (2010-2015)
- Josué Alcívar "Careca" (2015)
- Gabriela Pazmiño Yépez (2012-2016)
- Jasú Montero (2012)
- Erika Vélez (2011)
- Silvana Torres (2013-2015)
- Leonel Allegues (2014-2016)
- Aurora Valdez (2004-2010)
- Janine Leal (2004-2008)
- Angello Barahona (2004-2005)
- Paloma Fiuza (2004-2008)
- María José Flores (2004-2011)
- Eliana Gustavino (2004-2006)
- Carolina Jaume (2004)
- Sandra Pareja (2004-2008)
- Jessenia Hatti (2010)

## Premios y nominaciones
| Año  | Premio        | Categoría                                                 | Nominado            | Resultado |
| ---- | ------------- | --------------------------------------------------------- | ------------------- | --------- |
| 2006 | Premios ITV   | Mejor Programa de Variedades                              | Vamos Con Todo      | Nominado  |
| 2006 | Premios ITV   | Mejor presentador de Variedades                           | Ángelo Barahona     | Nominado  |
| 2006 | Premios ITV   | Mejor presentadora de Variedades                          | Janine Leal         | Nominada  |
| 2008 | Premios ITV   | Mejor presentadora de Variedades                          | Janine Leal         | Nominada  |
| 2009 | Premios ITV   | Mejor Programa de Variedades                              | Vamos Con Todo      | Nominado  |
| 2013 | Premios ITV   | Mejor Programa de Variedades                              | Vamos Con Todo      | Nominado  |
| 2014 | Premios ITV   | Mejor presentador de Variedades                           | Oswaldo Segura      | Nominado  |
| 2015 | Premios ITV   | Mejor presentador de Variedades                           | Jorge Heredia       | Nominado  |
| 2016 | Premios ITV   | Mejor Programa de Variedades                              | Vamos Con Todo      | Nominado  |
| 2016 | Premios ITV   | Mejor presentador de Variedades                           | Jorge Heredia       | Nominado  |
| 2016 | Premios ITV   | Mejor presentadora de Variedades                          | Adriana Sanchéz     | Nominada  |
| 2018 | Premios FACSO | Mejor Reportero de Espectáculo o Farándula                | lUIS Jaramllo       | Nominado  |
| 2018 | Premios FACSO | Mejor presentador de Programa de Espectáculo o Farándula  | Jorge Heredia       | Nominado  |
| 2018 | Premios FACSO | Mejor presentadora de Programa de Espectáculo o Farándula | Alejandra Jaramillo | Nominada  |